# Chloeres illidgei
Chloeres illidgei là một loài bướm đêm trong họ Geometridae.